# Cour-Cheverny
Cour-Cheverny település Franciaországban, Loir-et-Cher megyében. Lakosainak száma 2830 fő (2022. január 1.). Cour-Cheverny Cellettes, Cheverny, Fontaines-en-Sologne, Mont-près-Chambord és Tour-en-Sologne községekkel határos.

## Népesség
A település népességének változása:
| Lakosok száma | 1724 | 2130 | 2347 | 2591 | 2750 | 2822 | 2845 | 2802 | 2781 | 2830 |
|               | 1968 | 1982 | 1990 | 2006 | 2013 | 2015 | 2017 | 2019 | 2020 | 2022 |